# Xã Venedy, Quận Washington, Illinois
Xã Venedy (tiếng Anh: Venedy Township) là một xã thuộc quận Washington, tiểu bang Illinois, Hoa Kỳ. Năm 2010, dân số của xã này là 404 người.